# 屈瓦
屈瓦（法語：Cuvat，法語發音：[kyva]）是法国上萨瓦省的一个市镇，位于该省中西部偏北，属于阿讷西区。

## 地理
屈瓦（45°58'39"N, 6°7'8"E）面积4.72 平方千米，位于法国奥弗涅-罗讷-阿尔卑斯大区上萨瓦省，该省份为法国东部省份，历史上为薩伏依的一部分，北与瑞士接壤，西接安省，南至萨瓦省，东与瑞士和意大利接壤。
与屈瓦接壤的市镇（或旧市镇、城区）包括：阿隆济耶拉卡耶、拉巴尔姆德锡兰日、舒瓦西、阿讷西、菲利耶尔。
屈瓦的时区为UTC+01:00、UTC+02:00（夏令时）。

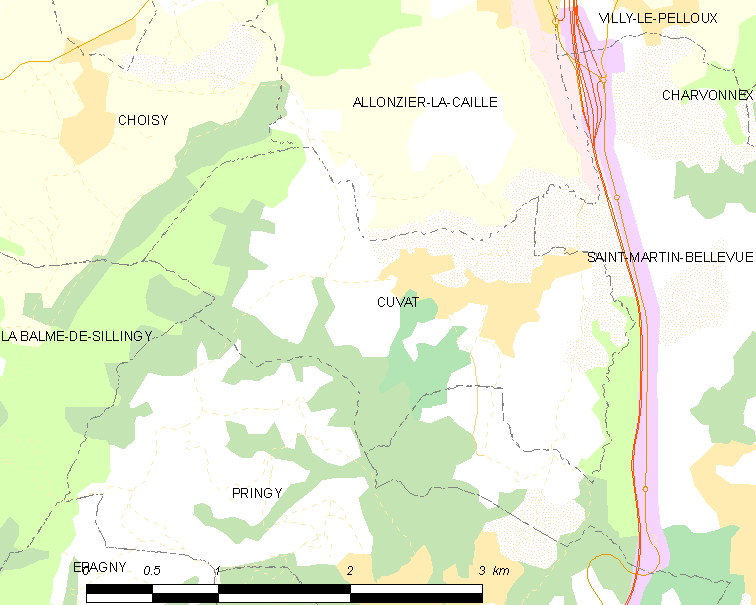
屈瓦的OSM定位图

## 行政
屈瓦的邮政编码为74350，INSEE市镇编码为74098。

## 政治
屈瓦所属的省级选区为福龙河畔拉罗什县。

## 交通
上萨瓦省省道D172线和D272线经过屈瓦境内，有客运巴士前往省会阿讷西。

## 人口

1962-2008年间屈瓦人口变化图示

屈瓦于2022年1月1日时的人口数量为1638人。